# Phyllodactylus wirshingi
Phyllodactylus wirshingi (листопалий гекон пуерто-риканський) — вид геконоподібних ящірок родини Phyllodactylidae. Ендемік Пуерто-Рико.

## Поширення і екологія
Phyllodactylus wirshingi мешкають на південному узбережжі Пуерто-Рико та на сусідньому острові Каха-де-Муертос. Вони живуть в сухих тропічних лісах, серед вапнякових скель. Зустрічаються на висоті до 150 м над рівнем моря. Живляться комахами та іншими безхребетними. Відкладають яйця.

## Збереження
МСОП класифікує стан збереження цього виду як близький до загрозливого. Пуерто-риканським листопалим геконам загрожує знищення природного середовища.